# Nadelgeld
Nadelgeld oder Spillgeld (von Spille = Spindel) bezeichnete im deutschen Gemeinrecht einen Betrag, den ein Mann seiner Ehefrau in regelmäßigen Abständen gab. Über dieses Geld konnte sie für persönliche Zwecke und Anschaffungen – etwa für Kleidung – frei verfügen, insoweit unterlag sie also nicht der Vormundschaft ihres Mannes. Beim Adel war es üblich, die Höhe des Spillgeldes ehevertraglich festzulegen.
Ältere Werke erwähnen als Nadel-, Spill- oder Trüffelgeld auch dasjenige Geld, welches Töchter bei der Eheschließung zusätzlich zu dinglicher Ausstattung und Heiratsgut erhalten.